# Wolfgang Heckmann
Wolfgang Heckmann (* 10. März 1946 in Schernebeck, Tangerhütte; † 22. November 2019 in Magdeburg) war ein deutscher Psychologe und Hochschullehrer.

## Leben
Heckmann wurde im Forsthaus Schernebeck⊙ geboren.
Sein Vater, der dort Förster war, ging noch vor Heckmanns Geburt nach Westdeutschland, weil er seine Waffen nicht abgeben wollte.
Seine Mutter folgte nach Heckmanns Geburt zusammen mit Heckmanns älterer Schwester ihrem Mann in den Westen.
Heckmann wuchs in Westdeutschland auf.
Von 1966 bis 1973 studierte er Psychologie an den Universitäten Göttingen und Berlin.
Ab 1972 arbeitete er als Drogenberater und Therapeut.
Von 1973 bis 1977 war er wissenschaftlicher Assistent an der Pädagogischen Hochschule Berlin.
Von 1977 bis 1986 war er Drogenbeauftragter des Landes Berlin.
1981 hatte er eine Gastprofessur an der Universität Kassel.
In diesem Jahr promovierte er an der Universität Bremen.
Von 1986 bis 1987 war er Psychologiedirektor beim Senator für Schulwesen Berlin.
Von 1987 bis 1993 arbeitete er als wissenschaftlicher Direktor am AIDS-Zentrum.
1993 ging er als wissenschaftlicher Mitarbeiter zum WHO-Regionalbüro der Region Europa nach Kopenhagen.
1993 wurde Heckmann zum Professor für Sozialpsychologie an die Fachhochschule Magdeburg berufen, wo er bis zu seiner Emeritierung tätig war.
Heckmann wurde auf dem Friedhof Heerstraße⊙ in Berlin beerdigt.

## Forschungsgebiete
Heckmanns Forschungen auf dem Gebiet der Sozialpsychologie
beschäftigten sich mit Suchtproblemen, AIDS, Präventionsmaßnahmen und Sozialepidemiologie.
Er leitete unter anderem die Forschungsprojekte:
- Jugend und Drogen Sachsen-Anhalt, 1999–2002
- MOVE – Junge Fahranfängerinnen und Fahranfänger im Bundesland Sachsen-Anhalt, 2002–2004
- QCT (Quasi Compulsory Treatment) Therapie statt Strafe, 2002–2005
- Gruppe Nachwuchswissenschaftler "Europäische Alkoholkulturen", 2007–2008
- Gewalt & Nachtleben in internationalen Tourismusorten, 2007–2009[6]

## Mitgliedschaften
Heckman war Mitglied
- des Board of Directors des International Council on Alcohol and Addictions (ICAA).
- der Redaktionen mehrerer internationaler Fachzeitschriften
- Leiter des An-Institutes MISTEL Magdeburg für Supervision, Therapie, Evaluation und Lehre[6]

Außerdem engagierte er sich im Professorenkollegium Emeritio, das sich der allgemeinverständlichen Wissensweitergabe an breite Bevölkerungsschichten widmet.

## Hobbys und Privatleben
2003 kaufte Heckmann das Kino Oli⊙ in Stadtfeld Ost, Magdeburg.
Dieses Kino bestand seit 1936.
Es befindet sich in einem von Carl Krayl erbauten Haus.
2003 war es in einem verfallenen Zustand und sollte in einen Supermarkt umgebaut werden.
Heckmann kaufte das Kino, um es vor diesem Schicksal zu retten.
Er verkaufte große Teile seines Besitzes, um das Geld für die Restaurierung des Kinos aufzubringen.
Dann betrieb er es als Stätte für Lesungen, Konzerte, Poetry-Slams, Valentinsdinner und Kult-Filme.
Heckmann hatte aus erster Ehe eine Tochter.
Er lebte zusammen mit der Magdeburger Autorin Ines Möhring.

## Schriften (Auswahl)
- Täter-Helfer-Trittbrettfahrer Band 2: NS-Belastete aus dem Raum Ulm/Neu Ulm zusammen mit Wolfgang Proske, Ulrich Scheib, Rudi Kübler, Frank Raberg, Andreas Lörcher, Hansjürgen Müller-Beck, Walter Wuttke, Klemm u. Oelschläger, 2013, ISBN 978-3862810628
- European Perspectives on Drug Addicted People- Drogenabhängige Menschen aus europäischen Blickwinkeln zusammen mit Ase-Brit Falch, Sandor Lisznyai, Peter Lang GmbH, Internationaler Verlag der Wissenschaften, 2004, ISBN 978-3631504321
- Der Arm im Kühlschrank: Mehr Magdeburger Mordsgeschichten zusammen mit Ekkehard Schwarz, Dietrich Schrader,  Lars Johansen, 2001, ISBN 978-3935358132
- Der Katzenmörder: Magdeburger Mord(s)Geschichten zusammen mit Ekkehard Schwarz, Dietrich Schrader, Marie Charlott, Wolfgang Krebs, 2000, ISBN 978-3935358071
- Sexualverhalten in Zeiten von Aids zusammen mit M. Koch, Ergebnisse sozialwissenschaftlicher Aids-Forschung, Bd. 12, 1994, ISBN 9783894046712
- Drogentherapie in der Praxis, Weinheim Basel Beltz, 1991, Suchtprobleme in Pädagogik und Therapie, Bd. 1, ISBN 9783407557476
- Drug addicted Prostitutes and their Customers zusammen mit Claudia Gersch, Beate Leopold, Yann Seyrer, Horst A Kern, Karin Troscheit-Gajewski, Sozialpädagogisches Institut Berlin, 1990, ISBN 978-3924061203

### Herausgeber der Buchreihen
- Suchtprobleme in Pädagogik und Therapie, Beltz
- Arbeitsergebnisse aus der Suchtforschung, Beltz
- Ergebnisse sozialwissenschaftlicher AIDS-Forschung, Sigma